# Filmographie de Sylvester Stallone

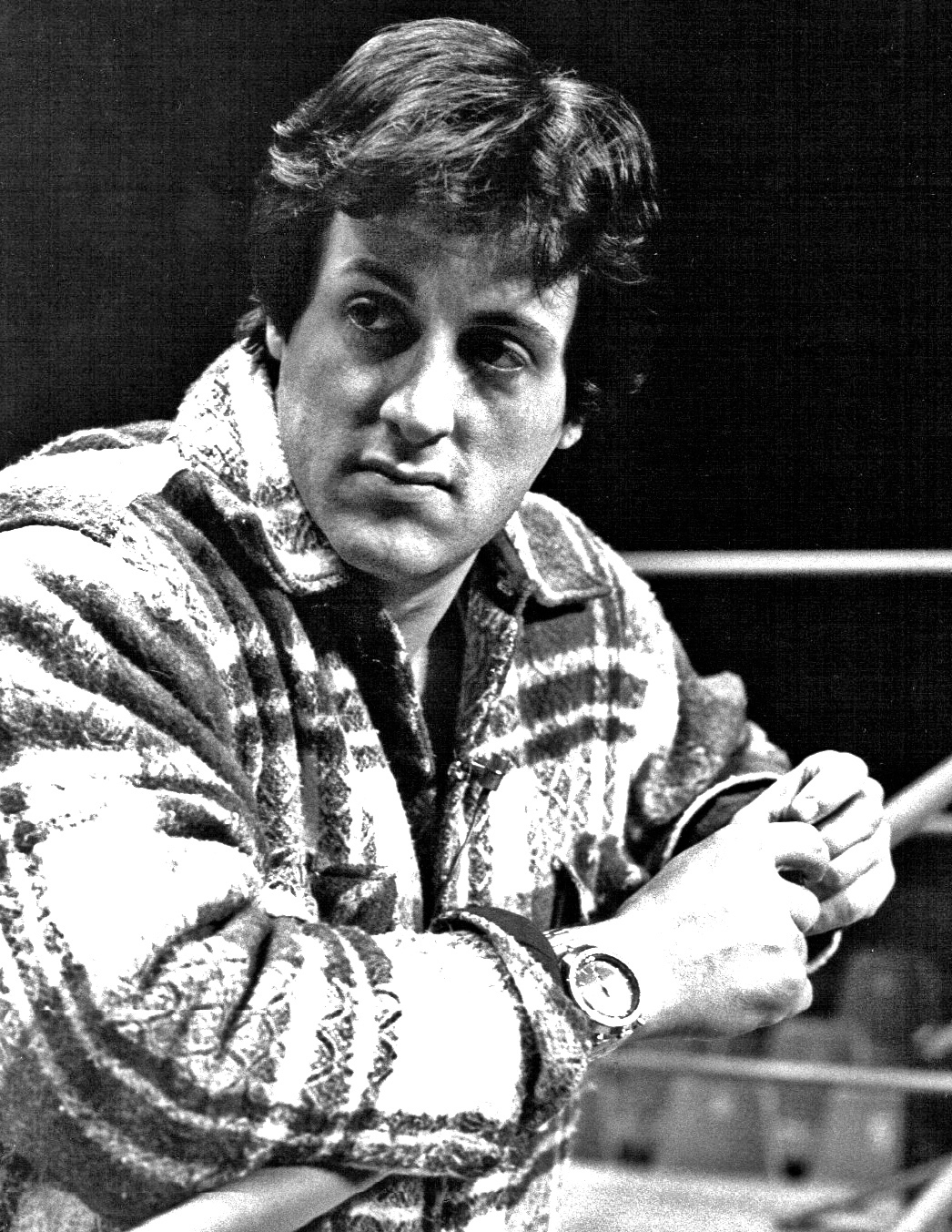
Sylvester Stallone en 1977.

Cette page indique la filmographie complète de Sylvester Stallone, aussi bien au cinéma qu'à la télévision puis à la fois comme acteur, réalisateur, producteur et scénariste.
Les budgets des films indiqués ci-dessous sont selon les estimations d'Imdb.

## Cinéma
| Année         | Titre                                   | Titre original                            | Titre québécois                  | Profession(s)                               | Profession(s)     | Profession(s) | Profession(s)                | Budget        | Doublage                                        | Doublage               |
| Année         | Titre                                   | Titre original                            | Titre québécois                  | Rôle                                        | Réalisateur       | Producteur    | Scénariste                   | Budget        | Français                                        | Québécois              |
| ------------- | --------------------------------------- | ----------------------------------------- | -------------------------------- | ------------------------------------------- | ----------------- | ------------- | ---------------------------- | ------------- | ----------------------------------------------- | ---------------------- |
| 1969          | La Descente infernale                   | Downhill Racer                            | NC                               | un homme dans le restaurant (non crédité)   |                   |               |                              | 1 600 000 $   | NC                                              | NC                     |
| 1970          | L'Étalon italien                        | The Party at Kitty and Stud's             | NC                               | Stud                                        |                   |               |                              | 5 000 $       | Laurent Hilling                                 | NC                     |
| 1970          | Rebel                                   | No Place to Hide                          | NC                               | Jerry Savage                                |                   |               |                              | -             | Alain Dorval                                    | NC                     |
| 1970          | The Sidelong Glances of a Pigeon Kicker | The Sidelong Glances of a Pigeon Kicker   | NC                               | un invité à la fête (non crédité)           |                   |               |                              | -             | NC                                              | NC                     |
| 1970          | Lune de miel aux orties                 | Lovers and Other Strangers                | NC                               | un invité au mariage (non crédité)          |                   |               |                              | -             | NC                                              | NC                     |
| 1971          | Bananas                                 | Bananas                                   | NC                               | l'agresseur du métro (non crédité)          |                   |               |                              | 2 000 000 $   | NC                                              | NC                     |
| 1971          | Klute                                   | Klute                                     | NC                               | un homme dansant dans un club (non crédité) |                   |               |                              | 2 500 000 $   | NC                                              | NC                     |
| 1974          | Les Mains dans les poches               | The Lords of Flatbush                     | NC                               | Stanley Rosiello                            |                   |               | Oui (dialogues additionnels) | 160 000 $     | Dominique Collignon-Maurin                      | NC                     |
| 1975          | Capone                                  | Capone                                    | NC                               | Frank Nitti                                 |                   |               |                              | 970 000 $     | Jean-Pierre Leroux                              | NC                     |
| 1975          | La Course à la mort de l'an 2000        | Death Race 2000                           | NC                               | « Machine Gun » Joe Viterbo                 |                   |               |                              | 300 000 $     | Bernard Murat                                   | NC                     |
| 1975          | Le Prisonnier de la seconde avenue      | The Prisoner of Second Avenue             | NC                               | un jeune dans le parc                       |                   |               |                              | -             | NC                                              | NC                     |
| 1975          | Mandingo                                | Mandingo                                  | NC                               | un homme dans la foule (non crédité)        |                   |               |                              | -             | NC                                              | NC                     |
| 1975          | Adieu ma jolie                          | Farewell, My Lovely                       | NC                               | Jonnie                                      |                   |               |                              | 2 500 000 $   | NC                                              | NC                     |
| 1976          | Cannonball!                             | Cannonball!                               | NC                               | un mafieux (non crédité)                    |                   |               |                              | -             | NC                                              | NC                     |
| 1976          | Rocky                                   | Rocky                                     | NC                               | Robert « Rocky » Balboa                     |                   |               | Oui                          | 960 000 $     | Alain Dorval                                    | NC                     |
| 1978          | FIST                                    | F.I.S.T.                                  | NC                               | Johnny D. Kovak                             |                   |               | Oui                          | 11 000 000 $  | Alain Dorval                                    | NC                     |
| 1978          | La Taverne de l'enfer                   | Paradise Alley                            | NC                               | Cosmo Carboni                               | Oui               |               | Oui                          | 6 000 000 $   | Alain Dorval                                    | NC                     |
| 1979          | Rocky 2 : La Revanche                   | Rocky II                                  | NC                               | Rocky Balboa                                | Oui               |               | Oui                          | 7 000 000 $   | Alain Dorval                                    | NC                     |
| 1981          | Les Faucons de la nuit                  | Nighthawks                                | NC                               | Sgt Deke DaSilva                            |                   |               |                              | 5 000 000 $   | Alain Dorval                                    | NC                     |
| 1981          | À nous la victoire                      | Escape to Victory                         | NC                               | Cpt Robert Hatch                            |                   |               |                              | 10 000 000 $  | Alain Dorval                                    | NC                     |
| 1982          | Rocky 3 : L'Œil du tigre                | Rocky III                                 | NC                               | Rocky Balboa                                | Oui               |               | Oui                          | 17 000 000 $  | Alain Dorval                                    | NC                     |
| 1982          | Rambo                                   | First Blood                               | Rambo : Le Dévastateur           | John J. Rambo                               |                   |               | Oui                          | 15 000 000 $  | Alain Dorval                                    | NC                     |
| 1983          | Staying Alive                           | Staying Alive                             | NC                               | l'homme bousculé dans la rue (Caméo)        | Oui               | Oui           | Oui                          | 22 000 000 $  | NC                                              | NC                     |
| 1984          | Le Vainqueur                            | Rhinestone                                | NC                               | Nick Martinelli                             |                   |               | Oui                          | 28 000 000 $  | Alain Dorval / Patrick Floersheim (version VHS) | NC                     |
| 1985          | Rambo 2 : La Mission                    | Rambo: First Blood Part II                | NC                               | John Rambo                                  |                   |               | Oui                          | 44 000 000 $  | Alain Dorval                                    | NC                     |
| 1985          | Rocky 4                                 | Rocky IV                                  | NC                               | Rocky Balboa                                | Oui               |               | Oui                          | 30 000 000 $  | Alain Dorval                                    | NC                     |
| 1986          | Cobra                                   | Cobra                                     | NC                               | Lieutenant Marion « Cobra » Cobretti        |                   |               | Oui                          | 25 000 000 $  | Alain Dorval                                    | NC                     |
| 1987          | Over the Top : Le Bras de fer           | Over the Top                              | NC                               | Lincoln Hawk                                |                   |               | Oui                          | 25 000 000 $  | Alain Dorval                                    | NC                     |
| 1988          | Rambo 3                                 | Rambo III                                 | NC                               | John Rambo                                  |                   |               | Oui                          | 63 000 000 $  | Alain Dorval                                    | NC                     |
| 1989          | Haute Sécurité                          | Lock Up                                   | NC                               | Frank Leone                                 |                   |               |                              | 24 000 000 $  | Michel Vigné                                    | NC                     |
| 1989          | Tango et Cash                           | Tango & Cash                              | Duo de choc                      | Lieutenant Raymond « Ray » Tango            |                   |               |                              | 55 000 000 $  | Richard Darbois                                 | Dominique Briand       |
| 1990          | Rocky 5                                 | Rocky V                                   | NC                               | Rocky Balboa                                | Oui (non crédité) |               | Oui                          | 42 000 000 $  | Alain Dorval                                    | NC                     |
| 1991          | L'embrouille est dans le sac            | Oscar                                     | Oscar                            | Angelo « Snaps » Provolone                  |                   |               |                              | 35 000 000 $  | Richard Darbois                                 | Dominique Briand       |
| 1992          | Arrête ou ma mère va tirer !            | Stop! Or My Mom Will Shoot                | NC                               | Sgt Joseph « Joe » Bomowski                 |                   |               |                              | 45 000 000 $  | Alain Dorval                                    | NC                     |
| 1993          | Cliffhanger : Traque au sommet          | Cliffhanger                               | La Falaise de la mort            | Gabe Walker                                 |                   |               | Oui                          | 70 000 000 $  | Alain Dorval                                    | Pierre Chagnon         |
| 1994          | Demolition Man                          | Demolition Man                            | Le Destructeur                   | Sgt John Spartan                            |                   |               |                              | 57 000 000 $  | Richard Darbois                                 | Pierre Chagnon         |
| 1994          | L'Expert                                | The Specialist                            | Le Spécialiste                   | Ray Quick                                   |                   |               |                              | 45 000 000 $  | Richard Darbois                                 | Pierre Chagnon         |
| 1995          | Judge Dredd                             | Judge Dredd                               | Juge Dredd                       | Juge Joseph Dredd                           |                   |               |                              | 90 000 000 $  | Alain Dorval                                    | Pierre Chagnon         |
| 1995          | Assassins                               | Assassins                                 | Assassins                        | Robert Rath                                 |                   |               |                              | 50 000 000 $  | Richard Darbois                                 | Pierre Chagnon         |
| 1996          | Daylight                                | Daylight                                  | Le Tunnel de l'enfer             | Chef Kit Latura                             |                   |               |                              | 80 000 000 $  | Alain Dorval                                    | NC                     |
| 1997          | Copland                                 | Copland                                   | Détectives                       | shérif Freddy Heflin                        |                   |               |                              | 15 000 000 $  | Richard Darbois                                 | Pierre Chagnon         |
| 1997          | The Good Life (jamais sorti)            | The Good Life (jamais sorti)              | NC                               | Johnny Dio                                  |                   |               |                              | -             | NC                                              | Mathieu Magnon-Bellard |
| 1998          | An Alan Smithee Film                    | An Alan Smithee Film: Burn Hollywood Burn | NC                               | Lui-même                                    |                   |               |                              | 10 000 000 $  | Alain Dorval                                    | NC                     |
| 1998          | Fourmiz                                 | Antz                                      | NC                               | Weaver (voix)                               |                   |               |                              | 105 000 000 $ | Alain Dorval                                    | NC                     |
| 2000          | Get Carter                              | Get Carter                                | La Loi du milieu                 | Jack Carter                                 |                   |               |                              | 63 600 000 $  | Richard Darbois                                 | Pierre Chagnon         |
| 2001          | Driven                                  | Driven                                    | À toute vitesse                  | Joe Tanto                                   |                   | Oui           | Oui                          | 94 000 000 $  | Richard Darbois                                 | Pierre Chagnon         |
| 2002          | Compte à rebours mortel                 | D-Tox                                     | NC                               | Agent Jack Malloy                           |                   |               |                              | 55 000 000 $  | Alain Dorval                                    | NC                     |
| 2002          | Mafia Love                              | Avenging Angelo                           | NC                               | Frankie Delano                              |                   |               |                              | 17 000 000 $  | Alain Dorval                                    | NC                     |
| 2003          | Taxi 3                                  | NC                                        | NC                               | l'espion (caméo)                            |                   |               |                              | 1 300 000 $   | Alain Dorval                                    | NC                     |
| 2003          | Les Maîtres du jeu                      | Shade                                     | NC                               | Dean Stevens                                |                   |               |                              | 10 000 000 $  | Alain Dorval                                    | NC                     |
| 2003          | Spy Kids 3 : Mission 3D                 | Spy Kids 3D: Game Over                    | Espions en herbe 3D: Fin du jeu  | Toy Master                                  |                   |               |                              | 38 000 000 $  | Alain Dorval                                    | Pierre Chagnon         |
| 2006          | Rocky Balboa                            | Rocky Balboa                              | Rocky Balboa                     | Rocky Balboa                                | Oui               |               | Oui                          | 24 000 000 $  | Alain Dorval                                    | Pierre Chagnon         |
| 2008          | John Rambo                              | Rambo                                     | Rambo                            | John Rambo                                  | Oui               |               | Oui                          | 50 000 000 $  | Alain Dorval                                    | Pierre Chagnon         |
| 2009          | Kambakkht Ishq                          | Kambakkht Ishq                            | Kambakkht Ishq                   | Lui-même (caméo)                            |                   |               |                              | 12 500 000 $  | NC                                              | NC                     |
| 2010          | Expendables : Unité spéciale            | The Expendables                           | Les Sacrifiés                    | Barney Ross                                 | Oui               |               | Oui                          | 80 000 000 $  | Alain Dorval                                    | Pierre Chagnon         |
| 2011          | Zookeeper : Le Héros des animaux        | Zookeeper                                 | Le Gardien du zoo                | Joe le lion (voix)                          |                   |               |                              | 80 000 000 $  | Alain Dorval                                    | Pierre Chagnon         |
| 2012          | Expendables 2 : Unité spéciale          | The Expendables 2                         | Les Sacrifiés 2                  | Barney Ross                                 |                   |               | Oui                          | 100 000 000 $ | Alain Dorval                                    | Pierre Chagnon         |
| 2013          | Du plomb dans la tête                   | Bullet to the Head                        | NC                               | James Bonomo                                |                   |               |                              | 45 000 000 $  | Alain Dorval                                    | Pierre Chagnon         |
| 2013          | Homefront                               | Homefront                                 | Protection                       | -                                           |                   | Oui           | Oui                          | 22 000 000 $  | NC                                              | NC                     |
| 2013          | Évasion                                 | Escape Plan                               | Le Tombeau                       | Ray Breslin                                 |                   |               |                              | 50 000 000 $  | Alain Dorval                                    | Pierre Chagnon         |
| 2013          | Match retour                            | Grudge Match                              | Combat Revanche                  | Henry « Razor » Sharp                       |                   |               |                              | 40 000 000 $  | Alain Dorval                                    | Pierre Chagnon         |
| 2014          | Expendables 3                           | The Expendables 3                         | Les Sacrifiés 3                  | Barney Ross                                 |                   |               | Oui                          | 90 000 000 $  | Alain Dorval                                    | Pierre Chagnon         |
| 2014          | Bad Luck                                | Reach Me                                  | NC                               | Gerald Cavallo                              |                   |               |                              | 5 000 000 $   | Alain Dorval                                    | NC                     |
| 2015          | Creed : L'Héritage de Rocky Balboa      | Creed                                     | Creed                            | Rocky Balboa                                |                   | Oui           |                              | 35 000 000 $  | Alain Dorval                                    | Pierre Chagnon         |
| 2016          | Ratchet et Clank                        | Ratchet & Clank                           | NC                               | Victor Von Ion (voix)                       |                   |               |                              | 20 000 000 $  | Alain Dorval                                    | Pierre Chagnon         |
| 2017          | Les Gardiens de la Galaxie Vol. 2       | Guardians of the Galaxy Vol. 2            | NC                               | Stakar Ogord                                |                   |               |                              | 200 000 000 $ | Alain Dorval                                    | Pierre Chagnon         |
| 2017          | Animal Crackers                         | Animal Crackers                           | Animal Crackers                  | L'homme-canon (voix)                        |                   |               |                              | 19 500 000 $  | Julien Kramer                                   | NC                     |
| 2018          | Évasion 2 : Le Labyrinthe d'Hadès       | Escape Plan 2 : Hades                     | Le Tombeau 2 : Sécurité maximale | Ray Breslin                                 |                   | Oui           |                              | 45 000 000 $  | Alain Dorval                                    | Pierre Chagnon         |
| 2018          | Creed 2                                 | Creed II                                  | NC                               | Rocky Balboa                                |                   | Oui           | Oui                          | 50 000 000 $  | Alain Dorval                                    | NC                     |
| 2018          | Backtrace                               | Backtrace                                 | Retracer                         | Sykes                                       |                   |               |                              | -             | Alain Dorval                                    | Pierre Chagnon         |
| 2019          | Évasion 3 : The Extractors              | Escape Plan : The Extractors              | Le Tombeau 3 : Extraction        | Ray Breslin                                 |                   |               |                              | 3 600 000 $   | Alain Dorval                                    | Pierre Chagnon         |
| 2019          | Rambo: Last Blood                       | Rambo: Last Blood                         | Rambo : La Dernière Mission      | John Rambo                                  |                   |               | Oui                          | 50 000 000 $  | Alain Dorval                                    | Pierre Chagnon         |
| 2021          | The Suicide Squad                       | The Suicide Squad                         | L'Escadron Suicide : La Mission  | King Shark (voix)                           |                   |               |                              | 185 000 000 $ | Alain Dorval                                    | Pierre Chagnon         |
| 2022          | Le Samaritain                           | Samaritan                                 | NC                               | Joe Smith / le Samaritain                   |                   | Oui           |                              | 100 000 000 $ | Alain Dorval                                    | Pierre Chagnon         |
| 2023          | Creed 3 : La Relève de Rocky Balboa     | Creed III                                 | NC                               |                                             |                   | Oui           |                              | 75 000 000 $  | NC                                              | NC                     |
| 2023          | Les Gardiens de la Galaxie Vol. 3       | Guardians of the Galaxy Vol. 3            | NC                               | Stakar Ogord                                |                   |               |                              | 250 000 000 $ | Alain Dorval                                    | Pierre Chagnon         |
| 2023          | Expendables 4                           | The Expendables 4                         | Les Sacrifiés 4                  | Barney Ross                                 |                   |               |                              | 100 000 000 $ | Alain Dorval                                    | Pierre Chagnon         |
| 2024          | Armor                                   | Armor                                     | Armor                            | Rook                                        |                   |               |                              | 10 000 000 $  | Michel Vigné                                    | NC                     |
| 2025          | Mission Alarum                          | Alarum                                    | Alarum                           | Chester                                     |                   |               |                              | 20 000 000 $  | Michel Vigné                                    | NC                     |
| A Working Man | A Working Man                           | A Working Man                             |                                  |                                             | Oui               | Oui           | 40 000 000 $                 | NC            |                                                 | NC                     |

Sylvester Stallone apparaît également dans des extraits des films Rambo figurant dans d'autres films :
- 1990 : Gremlins 2 : La Nouvelle Génération : extrait de Rambo 2 : La Mission (VF : Michel Vigné)
- 2007 : Le Fils de Rambow : extrait de Rambo (VF : Alain Dorval)

## Télévision

### Acteur
- 1975 : Police Story saison 3, épisode 2, The Cutting Edge : Caddo
- 1975 : Kojak saison 3, épisode 3 Une ombre au tableau (My Brother, My Enemy) : le détective Rick Daly (VF : Olivier Destrez)[6]
- 1979 : Le Muppet Show (The Muppet Show) saison 3, épisode 20, Sylvester Stallone : lui-même (VF : Gérard Dessalles / Alain Dorval[9])
- 1991 : Dream On saison 2, épisodes 1 et 2, La Deuxième Plus Grande Histoire jamais contée (The Second Greatest Story Ever Told) : Lui-même (VF : Michel Vigné)
- 2002 : Liberty's Kids: Est. 1776 (Liberty's Kids) saison 1, épisode 5, Midnight Ride : Paul Revere (voix)
- 2005 : Las Vegas saison 2, épisodes 12 et 18, Course contre la montre et Le réparateur (When You Got to Go, You Got to Go) et (To Protect and Serve Manicotti) : Frank (VF : Alain Dorval)
- 2005 : The Contender saison 1 : Lui-même (VF : Alain Dorval)
- 2017 : Ultimate Beastmaster saison 1, 3 épisodes : lui-même
- 2017 : This Is Us saison 2, épisode 3, Déjà-Vu : lui-même (VF : Thierry Mercier)
- 2022 - en cours : Tulsa King : Dwight "Cinq Étoiles" Manfredi (VF : Alain Dorval / Paul Borne)
- 2023 - 2024 : La Famille Stallone - Téléréalité : Lui-même (VF : Alain Dorval / Paul Borne)
- 2023 : Sly : Stallone par Stallone (Sly) - Série documentaire  : Lui-même (VF : Alain Dorval)

### Série d'animation
- 2022 : Solar Opposites : Lui-même (voix) (VF : Alain Dorval)

### Producteur
- 1985 : Heart of a Champion: The Ray Mancini Story de Richard Michaels (téléfilm)
- 2016 : Strong (série télévisée)

## Jeu vidéo
- 2002 : Rocky : Rocky Balboa (VF : Alain Dorval)
- 2014 : Rambo: The Video Game : John Rambo
- 2019 : Call of Duty: Mobile : John Rambo (archives audio - Pack 2021)
- 2020 : Mortal Kombat 11 : John Rambo (VF : Alain Dorval)
- 2020 : Call of Duty: Warzone : John Rambo (archives audio - Pack 2021) (VF : Alain Dorval)
- 2020 : Call of Duty: Black Ops Cold War : John Rambo (archives audio - Pack 2021)